# Bagadjimbiri
Bagadjimbiri – u Karadjeri dwaj bracia, synowie Dilgi, którzy nazwali wszystkie istoty i wprowadzili obrzędy inicjacyjne, po czym zamienili się w węże wodne, a ich dusze stały się Obłokami Magellana.